# Austroboletus dictyotus
Austroboletus dictyotus är en svampart som först beskrevs av Karel Bernard Boedijn, och fick sitt nu gällande namn av Wolfe 1980. Austroboletus dictyotus ingår i släktet Austroboletus och familjen Boletaceae.   Inga underarter finns listade i Catalogue of Life.